# Lípa republiky (Pedagogická fakulta)
Lípa republiky roste v atriu Pedagogické fakulty v ulici Magdalény Rettigové v Praze 1.

## Historie
Lípa svobody byla vysazena 24. října 2018  na připomínku 100. výročí vzniku Československé republiky. Iniciativa vzešla od studentů a vedením fakulty byla přijata. Při slavnosti za účasti akademické obce strom zasadili děkan fakulty prof. Michal Nedělka a studentská místopředsedkyně akademického senátu fakulty Daniela Čechová.